# ポルトガル人
ポルトガル人（ポルトガルじん、葡: os portugueses）は、主にユーラシア大陸の西端、イベリア半島西部のポルトガルやその旧植民地に居住する民族。言語はポルトガル語を使用し、カトリック教徒が多い。

## ポルトガル人の民族構成
ポルトガル人は、ヨーロッパの南西に居住している。ポルトガルに居住する最も初期の現生人類は、4万年前から3万5000年前頃にイベリア半島に到達したとされる。Y染色体とミトコンドリアDNAの近年の研究によれば、現代ポルトガル人のルーツは約45,000年前の最後の氷期の終わり頃にヨーロッパ大陸に到達し始めた旧石器時代の民族まで辿ることができる。

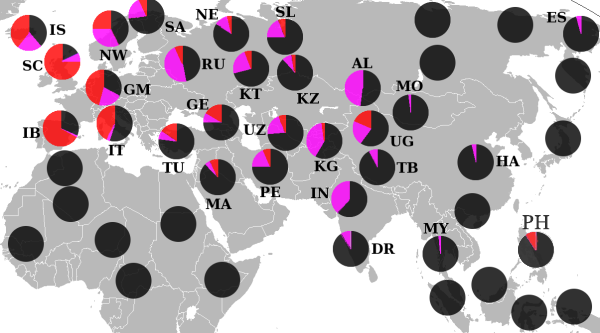
ハプログループR1a（紫）とR1b（赤）の分布

イベリア北部は旧石器時代の人類が氷期から逃れるための主要な避難所であったとされている。旧石器時代から中石器時代にかけて、西ヨーロッパ、特にイギリス諸島や大西洋岸の人々が多く北イベリアへ移住し、現代のイベリアの住民とは大きな繋がりがある。最近の研究によると、多くの旧石器時代および中石器時代のイベリア人は現代のイギリス人の遺伝子プールに影響を与えているという。実際、Y染色体のハプログループR1bはイベリア半島と西ヨーロッパで最も一般的なハプログループである。ハプログループR1b (Y染色体)には最頻値のハプロタイプが存在する。最も特徴的なものの1つがAMHである。このハプロタイプは、イベリア半島およびイギリス諸島で最も多く見られる。ポルトガルを含むイベリア半島では33%に達する。
新石器時代、約1万年前に西アジアや中東からの移住者は辺境のイベリア半島に達したが、その影響は東ヨーロッパに比べれば小さいものだった。紀元前1千年紀、青銅器時代の間には、インド・ヨーロッパ語族の移動の波が初めてイベリアにも起こった。その後、紀元前7-5世紀頃には、ケルト人と特定される民族が続いた。南イベリアについにタルテッソスのような都市文化が発達したのは、フェニキア人とギリシア人の地中海の植民競争が影響している。この経緯が、イベリア、そしてポルトガルの地中海的で、北ヨーロッパとは違った文化を決定づけたのである。
旧石器時代の祖先とその文化的発展、インド・ヨーロッパ語族の移住、これらのことから、ポルトガル人の人種的起源は、主に古代ローマ時代以前のケルト人とイベリア人の混血であると考えられる。ローマ以前のイベリアの諸民族は、ルシタニアのルシタニ人、ガリシアのガリシア人、アレンテージョ、アルガルヴェのケルト人の一派などがいる。
ポルトガル語がラテン語に由来することから分かるように、ポルトガルの文化は古代ローマからかなりの影響を受けている。ギリシア人やフェニキア人（カルタゴ人）、ヴァンダル人、サルマタイ人、西ゴート族、スエビ族などの影響も少なからず受けている。これらの文化はポルトガル社会、特に貴族社会に統合され、少数のアラブ人、ベルベル人、ユダヤ人もまたポルトガルに定住した。
多くのヨーロッパ諸国と同様、ポルトガルにも他のヨーロッパ人との混血が過去にも現在にも存在する。フランス人、ドイツ人、イギリス人、スコットランド人、アイルランド人、オランダ人、フラマン人、イタリア人、スペイン人などとの混血である。
一般的なポルトガル人は黒い髪と茶色の目と褐色になりやすい肌を持つが、白い肌に明るい髪と淡い目を持つ人もかなりの割合で存在する。
ポルトガル人や他の民族に関してはこの図を参照。

## 人口統計

### ポルトガルの少数言語
話者全員がポルトガル語とのバイリンガルであるとしても、約1万5000人が、ミランダ・ド・ドウロ、ヴィミオーゾ、モガドーロ等の地域でアストゥリアス語（ミランダ語）を使用している。またスペインとの国境の街バランコスでは、2000人がスペインのエストレマドゥーラ語の影響を受けた方言、バランコス語を話す。

### ポルトガルの少数民族
旧植民地（すなわちブラジル、アフリカ、インド）から、この2、30年の間に多くの人々が移住してきている。最近ではスラヴ人（特にウクライナ人）が移住してくるようになり、ポルトガル最大の少数民族となっている。中国系移民も存在する。
また、小規模な少数民族としてはロマ約2万5000人がおり、さらに小規模なのはユダヤ人で、アシュケナジムとセファルディム、合わて約5000人である。

### ポルトガル人移民
全世界で1億人以上の人々がポルトガル人を祖先に持つとされている。16世紀には植民地の拡大に伴い、インド、アメリカ大陸、マカオ、東ティモール、マレーシア、インドネシア、アフリカなど世界中へポルトガル人が入植した。
19世紀末から20世紀初期にかけてポルトガル人が大量にブラジルへ移民した。約3500万人のブラジル人は近い先祖がポルトガル人である。
かなりの数のポルトガル系移民がこれらの国に存在する。
| ヨーロッパ | アメリカ                                                       | アフリカ | アジア・オセアニア                                                                                                   |
| --- | -------------------------------------------------------------- | --- | --- |
| - フランス（約100万人） - ルクセンブルク （ポルトガル系が人口の15%） - ドイツ - スイス - ベルギー - アンドラ - イギリス | - ブラジル - アメリカ合衆国 - カナダ - バルバドス - ベネスエラ | - 南アフリカ（約50万人） - アンゴラ - モザンビーク - カーボベルデ - サントメ・プリンシペ - ギニアビサウ - ナミビア | - マカオ（中国領） - オーストラリア - インド（主にゴア） - 東ティモール - マレーシア - スリランカ - アラブ首長国連邦 |

ポルトガルのセファルディム（の子孫）はイスラエル、オランダ、アメリカ合衆国、フランス、トルコなどにおいても重要な勢力である。
アメリカ合衆国では、ニュージャージー州、ニューイングランドとカリフォルニア州にポルトガル人コミュニティが存在するし、ハワイのポルトガル人コミュニティは150年の歴史を持つ。
カナダ、特にオンタリオ州、ケベック州、ブリティッシュコロンビア州では、1940年代以降ポルトガル人コミュニティが大きく発展している。アルゼンチンとウルグアイには、20世紀初期からポルトガル人が移住。ポルトガル人コミュニティの強い影響があるカリブ海諸島、特にバミューダやバルバドスでポルトガル人漁師が多く存在する。
20世紀初期に、ポルトガル政府はアンゴラとモザンビークへの移住を奨励し、結果、1970年代までにアフリカに住むポルトガル人は約65万人にもなった。1975年にアフリカの植民地が次々と独立すると、多くのポルトガル人は本土へと帰国したが、そうでないものは南アフリカへ移住した。これは現在、アフリカ最大のポルトガル人勢力である。
異人種間結婚と文化的影響の結果、ポルトガル系の人々はポルトガル旧植民地よりも多く見られるようになった。特にマレーシア、バルバドス、アルーバ、キュラソー島、ガイアナ、赤道ギニア、スリランカなどに多くポルトガル系が存在する。